# August Michiels

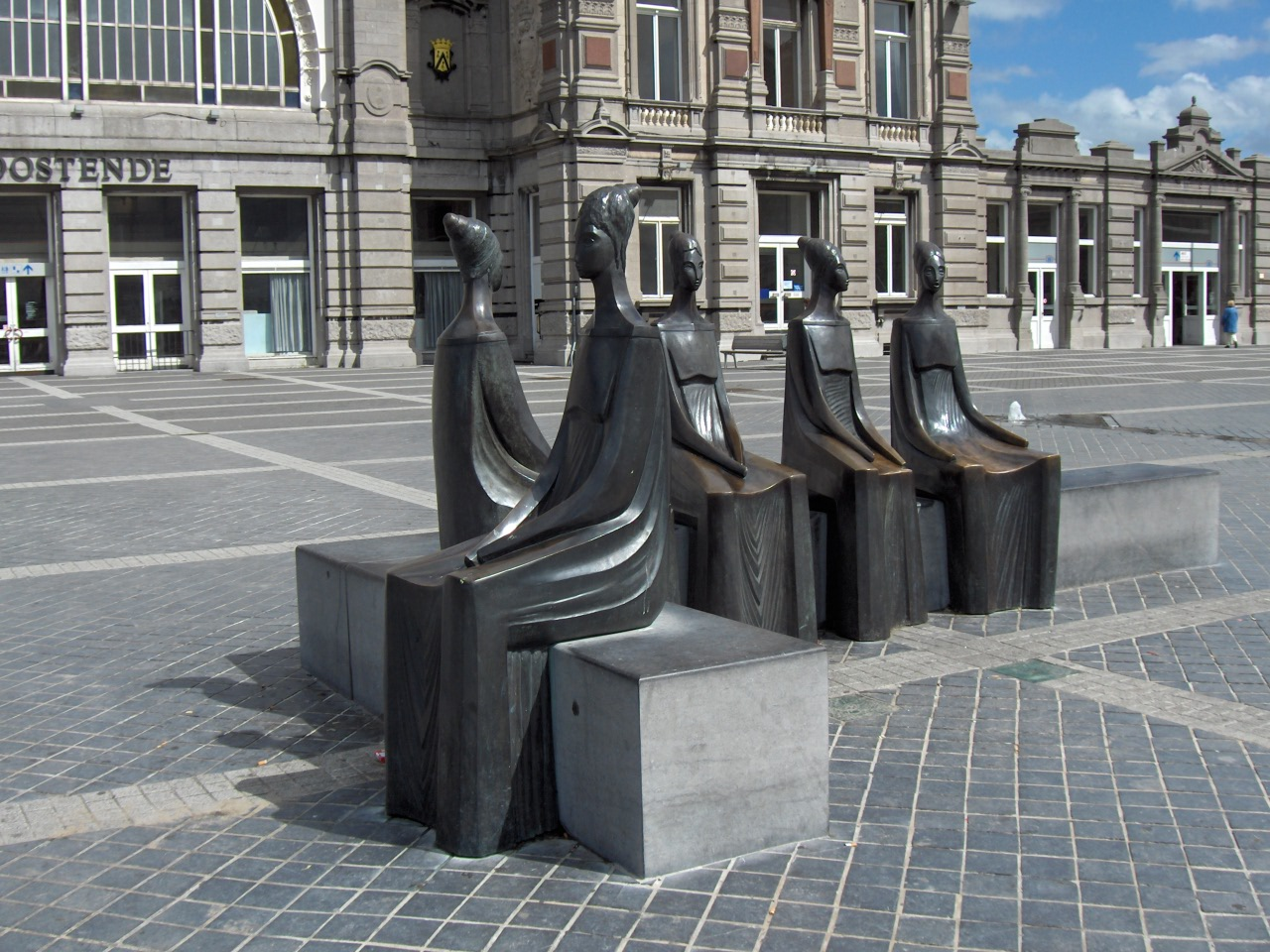
Vissersvrouwen (1998), Oostende

Augustinus Luciaan Mauricius (August) Michiels (Sint-Amandsberg, 16 juni 1922 – Oostende, 29 augustus 2003), ook bekend als AuGust, was een Oostends en Belgisch kunstenaar.

## Biografie
August of Gust Michiels Geboren te Gent op 16 Juni 1922, verhuisde op 6 oktober 1923 (één jaar en vier maand) van Sint-Amandsberg naar Oostende. De stad waar Gust naar school ging, opgroeide, en woonde. De stad die zijn thuis was en waar zijn vader Ferdinand Michiels zijn stukadoorsbedrijf runde. Michiels leerde bij hem de knepen van het vak en de techniek van het boetseren. De keuze om beeldhouwlessen in het toenmalige VTI in de Stuiverstraat te Oostende te gaan nemen was daarvan een gevolg. Naast de leergangen houtbewerking, bouwkundig tekenen en elektriciteit werd er ook beeldhouwen gegeven. Michiels kreeg er kennis van gesteente en hout en hoe die op professionele manier te bewerken. Daarna nam hij les  aan de academie te Gent. Na het uitbreken van de Tweede Wereldoorlog werd hij in 1941 als achttienjarige door de Duitse bezetter opgevorderd om te Hannover tekenwerk te doen in vliegtuigfabrieken. Terug thuis na de oorlog werkte hij in het bedrijf van zijn vader als meestergast en nam er later de leiding over. Na zijn huwelijk had hij een eigen beeldhouwatelier waar hij monumentale werken verwezenlijkte. De beeldhouwer maakte zich ook de kunst het vervaardigen van keramiek, olieverf schilderen en kopergravure eigen.

## Enkele werken
- 1952 bas-reliëf met viskaaitaferelen boven de ingang van de Oostendse vismijn.
- 1952 Bronzen Adelaar in Sint-Antonius-van-Paduakerk Vuurtorenwijk te Oostende.
- 1956-1961 het wapen van Oostende, schild in arduin aan de zuidgevel van het stadhuis.
- 1958 vier keramische heiligenbeelden in de Onze-Lieve-Vrouw Koninginkerk, Oostende.
- 1958 'Zeemeermin' paviljoen Oostende op de expo te Brussel 3m hoog, nu in stadhuis te Oostende.
- 1960 Basrelief in quartsoliet 2m x 2m Garnaalmijn te Ostende .
- 1963 'Ere aan de Grensarbeider' te Langemark, witsteen 4m hoog.
- 1963 Hoger Technische school keramiek 6m x 2m.
- 1964 Maria-beeld keramiek 2,5m hoog te Sint-Michiels-Brugge.
- 1964 Beeld in keramiek 3,5m hoog O.L.V.-Ziekenhuis te Veurne.
- 1965 Relief in keramiek 2 keer 2m x 2m kerk van de Heilige Apostelen te Zeebrugge.
- 1967 Art-Nouveau 'Europa 1900 Oostende' 28 beelden van elk 3m hoog.
- 1968 gebeeldhouwde koppen van Albert I en Elisabeth als toevoeging aan het in een nieuwe opzet geplaatst oorlogsgedenkteken op het Sint-Petrus- en Paulusplein in Oostende, dat in 1922 werd gerealiseerd door architect Victor Creten en beeldhouwer Pieter Braecke.[2]
- 1971 Kruisweg, Kruisbeeld en Sint-Lutgardes-Mariabeeld in keramiek.  Muurdecoratiemet mozaiek, 5m x 5m. .  Altaar in arduin gekapt 2m diameter.
- 1971 Keramiek 3m x 3m Sint-Franciscuskerk te Oostende.
- 1972 keramisch werk 6m x 3m met een voorstelling van figuren die het wapen van Ichtegem vasthouden en de torens van de Sint-Michielskerk en van de kerk van Wijnendale, bij de entree van het gemeentehuis van Ichtegem.
- 1986 Kruisbeeld, 1/1 2.20 hoog in de Onze-Lieve-Vrouw Koninginkerk, Oostende.
- 1996 'Ere aan de bouwvakker' Nieuwpoort, 5m hoog beeldengroep van 9 beelden vrouw en kind in hout gekapt en arbeiders in keramiek opbouwend langs arduinen muur.
- 1998  "De Vissersvrouwen" die op het stationsplein van Oostende ( Oostende-Doverplein) zitten er vier te keuvelen terwijl een van de vrouwen op de uitkijk zit tot een vissersboot de haven binnenvaart. Beeldengroep van 5 bronzen beelden 2m hoog x3m x 6m.

## Afbeeldingen

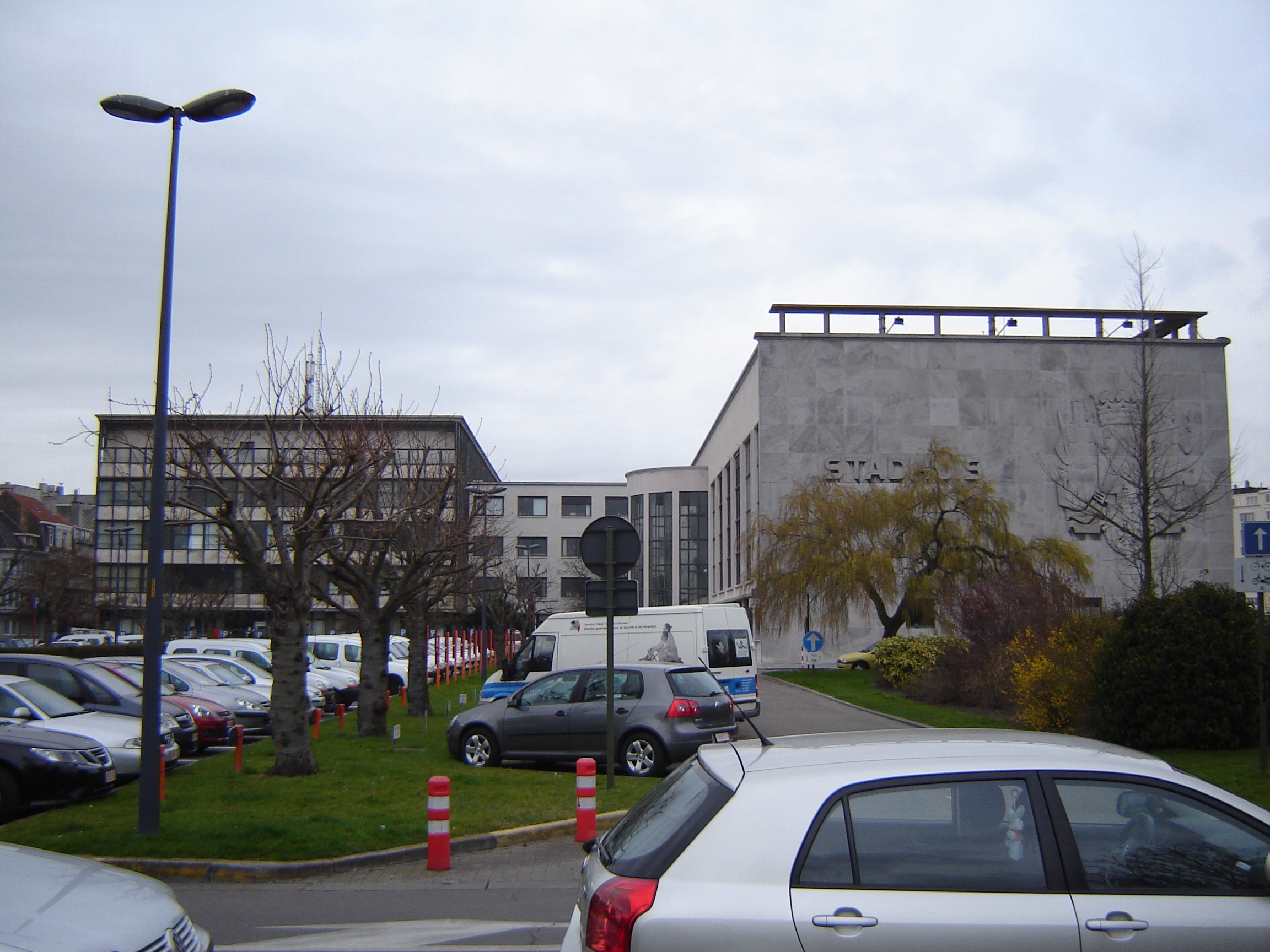
wapen gemeentehuis, Oostende
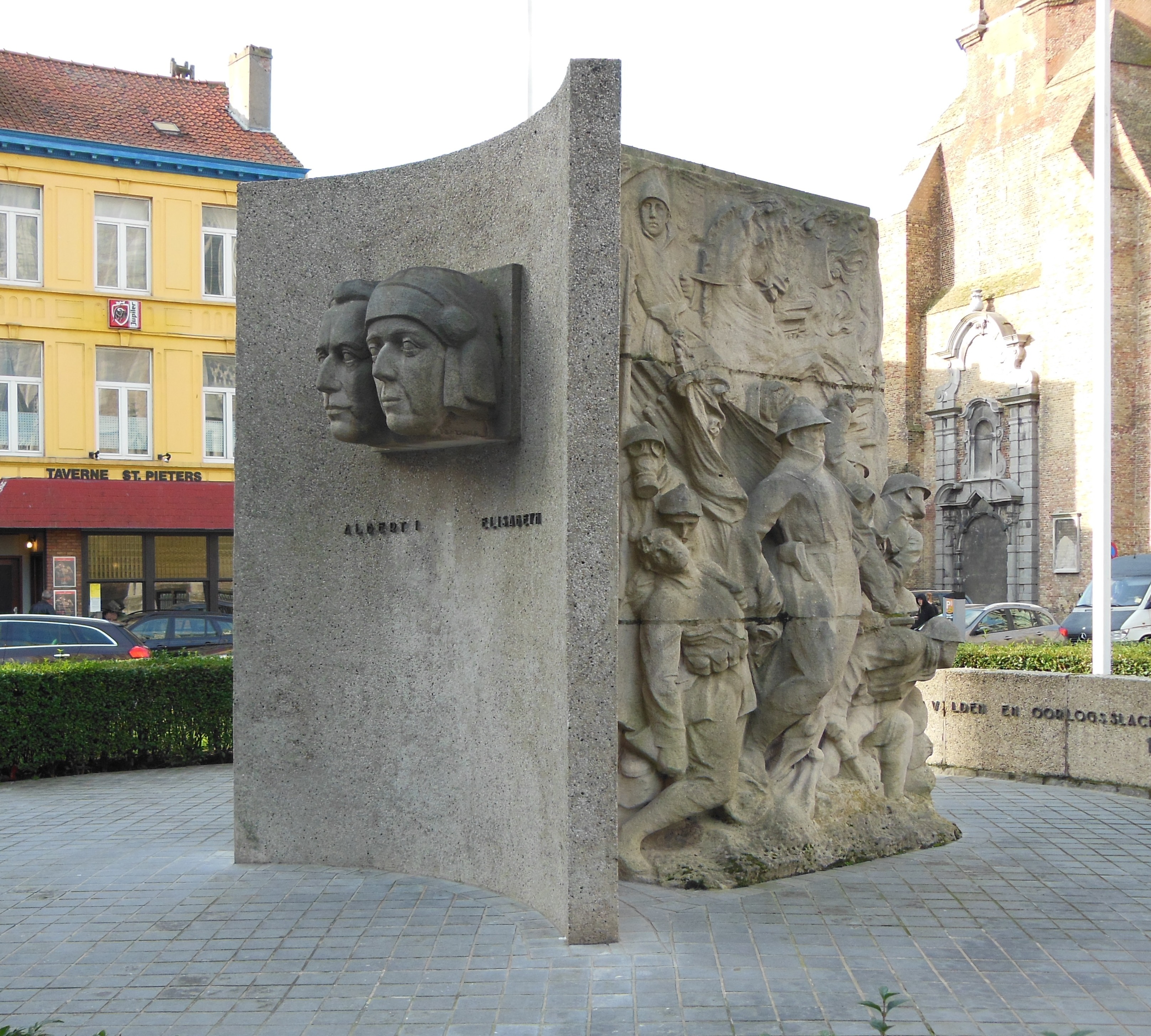
Albert I en Elisabeth (1968), Oostende
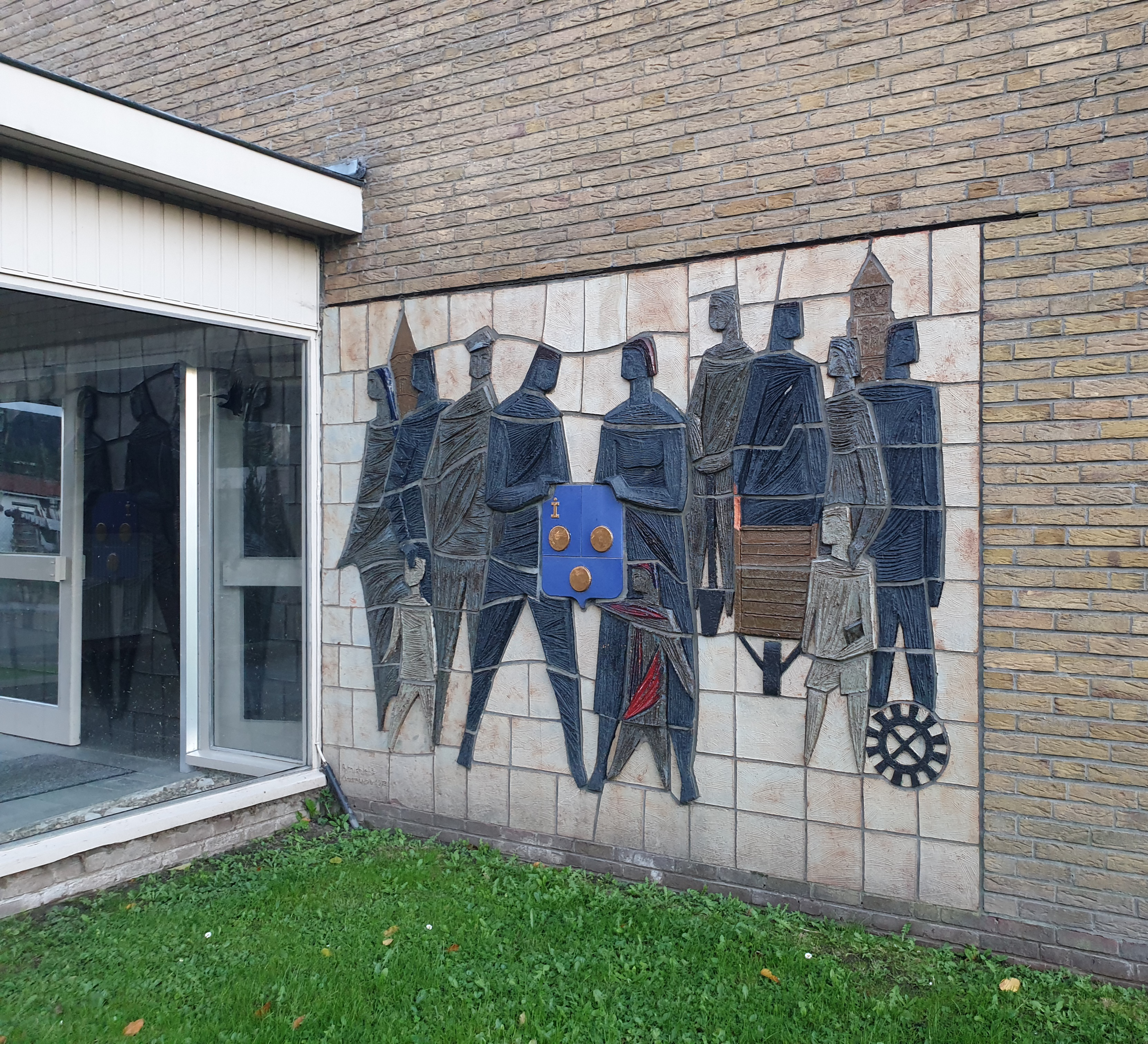
keramische voorstelling (1973), Ichtegem
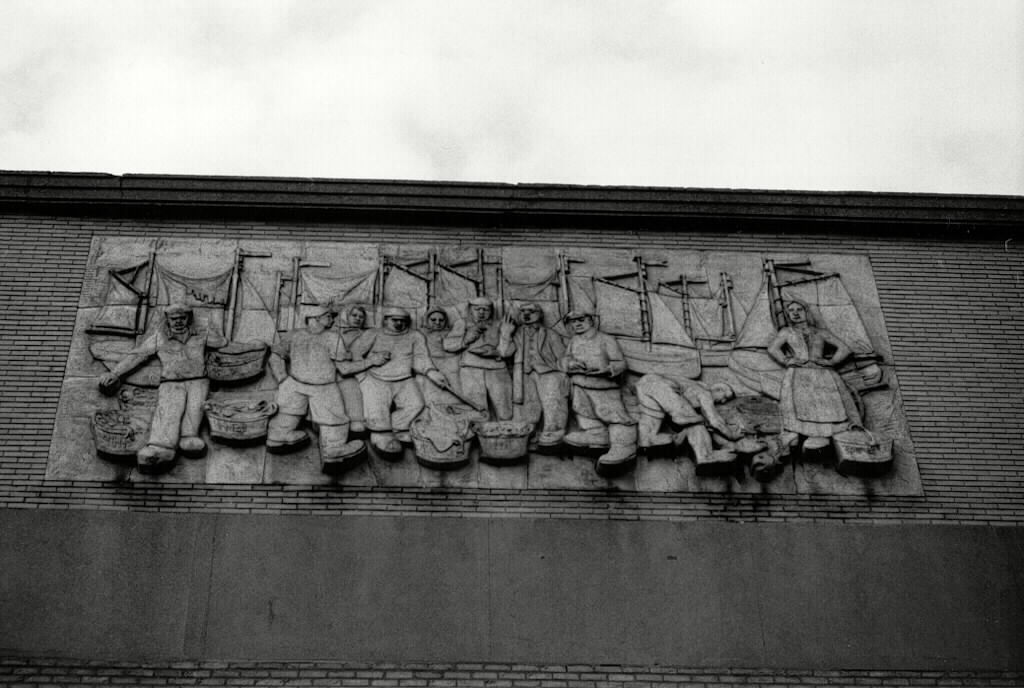
reliëf Vismijn, Oostende

## Tentoonstellingen
Individuele tentoonstellingenOostende, Soest, Boulogne, Brugge, Eernegem, Heimbach, Blankenberge, Etickhove, Duinkerke, Antwerpen, Oostduinkerke, Maastricht en permanente tentoonstelling op thuisadres te Oostende-Mariakerke.
GroepstentoonstellingenGust Michiels nam deel aan verschillende groepstentoonstellingen in binnen-en buitenland.
Expo 1958 Brussel
Werken in museaMuseum v. schone kunsten, Oostende Museum v. schone kunsten, Monaco Museum v. schone kunsten, Arizona
VerzamelingenBelgië, Denemarken, Duitsland, Engeland, Finland, Luxemburg, Frankrijk, Monaco, Spanje, U.S.A., Holland, Zwitserland, Japan.
- RKD-Nederlands Instituut voor Kunstgeschiedenis: 91869